# 마리노 (로마현)
마리노(이탈리아어: Marino)는 이탈리아 라치오주 로마현에 위치한 코무네다. 로마로부터 남동쪽 21km 거리에 있다. 마리노는 백포도주와 1924년부터 시작된 포도 축제로 유명하다.

## 자매 도시
- 벨기에 안데를레흐트
- 프랑스 불로뉴비양쿠르
- 영국 해머스미스
- 독일 노이쾰른
- 네덜란드 잔스타트
- 스페인 파테르나
- 미국 어빙
- 그리스 나우팍토스